# Glenn Melvyn
Glenn Melvyn (* 12. November 1918 in Manchester; † 9. März 1999 in Surrey) war ein britischer Schauspieler und Theaterautor.

## Leben
Melvyn war nicht nur Schauspieler und Komödiant auf der Bühne und sehr gelegentlich beim Film; er schrieb auch selbst Stücke, so The Love Match, das 1953 mit seinem langjährigen Schauspiel-Partner Arthur Askey und Thira Hird erstaufgeführt wurde und eines der ersten war, das das Thema Fußball auf die Bühne brachte. Andere Titel seiner Farcen sind Who's Your Funny Friend?, Love and Kisses (1955 zu einer Fernsehserie umgeschrieben) und Hot Water.
Melvyn gilt als der Entdecker Ronnie Barkers, dem er als Leiter des „Repertory Theatre“ in Bramhall erstmals begegnete und der ihn in seiner Fernsehsendung I'm Not Bothered, der Nachfolgeserie von Love and Kisses, einsetzte. Lange Jahre war Melvy am „Blackpool Grand Theatre“.

## Filmografie (Auswahl)
- 1954: The Love Match (auch Vorlage, Adaption)[5]
- 1956: Ramsbottom Rides Again (auch Drehbuch)